# Соціальна адаптація
Соціа́льна адапта́ція  — активне пристосування індивіда до умов середовища і результату цього процесу. 
Адаптація соціальна має дві форми: активну (індивід прагне вплинути на середовище, змінити його, тобто активно входить у процес соціалізації); пасивну (не взаємодіє із середовищем, не прагне змінити його, пристосуватися до особистих норм, оцінок, засобів діяльності). 
Показники пасивної соціальної адаптації — перехід в інше соціальне середовище, аномія та різні види порушень у ціннісно-нормативній системі суспільства (див. Аномія), відхилення поведінки.